# نغوين منه دوك
نغوين منه دوك (بالفيتنامية: Nguyễn Minh Đức) هو لاعب كرة قدم فيتنامي في مركز الدفاع، ولد في 14 سبتمبر 1983 في محافظة ني أن في فيتنام. شارك مع منتخب فيتنام لكرة القدم. أما مع النوادي، فقد لعب مع نادي سوان تان سايغون ونادي سونغ لام نغي أن.

## وصلات خارجية
- نغوين منه دوك على موقع قاعدة بيانات كرة القدم.إي يو (الإنجليزية)
- نغوين منه دوك على موقع Soccerway.com (الإنجليزية)